# Big Maybelle

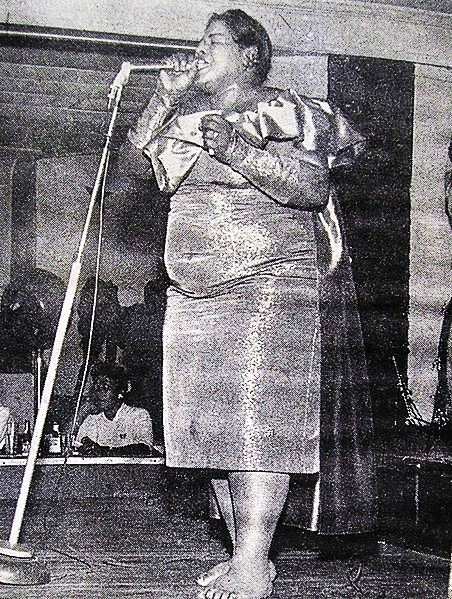
Big Maybelle, 1956

Big Maybelle, właśc. Mabel Louise Smith (ur. 1 maja 1924 w Jackson, zm. 23 stycznia 1972 w Cleveland) – afroamerykańska wokalistka rhythmandbluesowa.

## Życiorys
Mając dziewięć lat, wygrała amatorski konkurs wokalny w Memphis. Śpiewała m.in. pieśni gospel. Wcześnie zdecydowała, że poświęci się śpiewowi. W 1936 rozpoczęła karierę zawodową występami w Dave Clark’s Memphis Band. Następnie śpiewała na koncertach objazdowych z żeńską grupą swingową The Sweethearts of Rhythm, która występowała na Południu pod koniec lat 30. XX wieku. Na początku następnego dziesięciolecia śpiewała w zespole pianistki Christine Chatman, z którym w 1944 dokonała swojego pierwszego nagrania w studiu Decca Records. W 1947 nagrała już pod własnym nazwiskiem – Mabel Smith – trzy single dla wytwórni King, na których towarzyszył jej zespół trębacza „Hot Lips” Page’a. Od 1947 do 1950 współpracowała również z orkiestrą Tiny’ego Bradshawa.
W 1952 podpisała kontrakt z OKeh Records. Producent płytowy Fred Mendelsohn nadał jej wówczas pseudonim artystyczny „Big Maybelle” za sprawą dużego głosu i potężnej postury, która przez całe życie ją deprymowała. Jej pierwszy nagrany w nowej wytwórni utwór od razu trafił na listę przebojów tygodnika „Billboard”. Piosenka Gabbin’ Blues zajęła trzecie miejsce w zestawieniu bestsellerów  muzyki R&B. W 1953 utwory Way Back Home i My Country Man powtórzyły ów sukces, plasując się na wysokich pozycjach listy „Billboardu”. W 1955 nagrała piosenkę Whole Lot of Shakin' Goin' On, która pt. Whole Lotta Shakin’ Goin’ On w wykonaniu Jerry’ego Lee Lewisa dwa lata później stała się przebojem światowym. Jeszcze w 1955 przeniosła się do wytwórni Savoy. W 1956 nagrała dla niej swój największy przebój Candy, który w 1999 został uhonorowany umieszczeniem w Panteonie Sławy Grammy (Grammy Hall of Fame).
W tym czasie regularnie koncertowała. W 1957 występowała w Apollo Theatre. W następnym roku pojawiła się na festiwalu jazzowym w Newport. Zaśpiewała  utwory All Night Long i I Ain’t Mad at You. Jej występ pokazał Bert Stern w swoim pełnometrażowym filmie Jazz on a Summer’s Day. W obrazie będącym artystyczną relacją z festiwalu wystąpiły m.in. także słynne wokalistki: Mahalia Jackson i Dinah Washington.
W latach 60. jej kariera zaczęła się załamywać. Nadal występowała i nagrywała, ale jej działalność nie wzbudzała większego zainteresowania Ponadto wieloletnie uzależnienie od narkotyków (tytuł przeboju Candy dotyczył heroiny) także wpłynęło na jej muzyczny regres.
W ostatnich latach życia chorowała na cukrzycę. Zmarła przedwcześnie w szpitalu w Cleveland po zapadnięciu w śpiączkę cukrzycową. Miała 47 lat. Została pochowana na cmentarzu Evergreen Memorial Park w Bedford Heights w stanie Ohio. Pozostawiła po sobie córkę Barbarę, po mężu – Smith.

## Wybrana dyskografia
- 1957 Big Maybelle Sings (Savoy)
- 1961 Blues, Candy & Big Maybelle (Savoy)
- 1962 What More Can a Woman Do? (Brunswick Records)
- 1965 The Soul of Big Maybelle (Scepter Records)
- 1966
  - Got A Brand New Bag (Rojac Records)
  - Saga of the Good Life & Hard Times (Rojac)
- 1968
  - The Gospel Soul of Big Maybelle (Brunswick)
  - „Gabbin’ Blues” and Other Big Hits (Epic)
- 1973 The Last of Big Maybelle (Paramount Records) – 2 LP, kompilacja
- 1984 Big Maybelle – Roots of R’n’R, Blues and Early Soul, Vol. 13 (Savoy) – kompilacja
- 1986 Blues, Candy & Big Maybelle (Savoy)
- 1992 Blues in the Night No. 1 with Chuck Berry and Big Maybelle and The Blues Band. Plus Joe Turner with Pete Johnson. And on Stage: Jack Teagarden (Phontastic) – Newport Jazz Festival 1958, 3–6 lipca, vol. III
- 1994 Big Maybelle – The Complete OKeh Sessions 1952–55 (Epic)
- 2016 The Very Best of Big Maybelle (Not Now Music) – 2 CD, kompilacja

Zestawienie wg dat wydania płyt

## Upamiętnienie
- 2011 Wprowadzenie do Panteonu Sław Bluesa (The Blues Hall of Fame)[6] – pośmiertnie